# Retrato de familia (telenovela mexicana)
Retrato de familia es una telenovela mexicana, producida por Lucy Orozco para Televisa 1995 y 1996.
Fue protagonizada por Helena Rojo y Alfredo Adame, con las actuaciones antagónicas de Diana Bracho, Yolanda Andrade, Julián Pastor y Alejandro Tommasi. Contó con las actuaciones estelares de Raúl Araiza y Saby Kamalich. Una historia original de Jesús Calzada acerca de la vida de la familia Mariscal Preciado, intervinientes en la sociedad de Guadalajara.

## Sinopsis
En la ciudad de Guadalajara viven Pilar vda. de Mariscal y sus dos hijas, Cecilia e Irene. Cecilia está casada con Agustín Preciado con quien tiene tres hijos: Elvira, Octavio y Cristina. A pesar de la mala relación entre Cecilia y Agustín, ella siempre trata de velar por el bienestar de sus hijos. Sin embargo, Elvira siempre ha despreciado a su madre y en cambio idolatra a su padre y a su tía Irene.
Irene está casada con Álvaro, un arquitecto muy prometedor. Sin embargo, la impaciencia de Irene por conseguir una buena posición social provoca que la pareja se distancie; a ello se le añade que no se casaron por amor, sino que su matrimonio fue arreglado por Doña Pilar. En realidad, Irene siempre ha amado en secreto a Agustín y ambos son amantes desde hace años.
Años más tarde, Cecilia y Agustín se divorcian y él abandona el hogar familiar. Elvira se ha convertido en la peor enemiga de su madre y en aliada de su tía. Madre e hija se distancian aún más cuando ambas se enamoran del mismo hombre, el joven doctor Esteban Acuña.
Elvira se obsesiona con Esteban, y aún más cuando éste le confiesa que ama a Cecilia; esa obsesión la lleva a dejar a Diego, su novio de toda la vida. Por otro lado, Agustín acude a la clínica de Esteban por graves problemas de salud, pero acaba por fallecer. Elvira cree erróneamente que Esteban y Cecilia asesinaron a su padre y entonces iniciará una venganza en contra de su propia madre y el hombre que decía amar.

## Elenco
- Helena Rojo - Cecilia Mariscal Alcaraz de Preciado
- Alfredo Adame -  Esteban Acuña Muñoz
- Diana Bracho -  Irene Mariscal Alcaraz
- Yolanda Andrade -  Elvira Preciado Mariscal
- Raúl Araiza - Diego Corona Burgos
- Saby Kamalich - Pilar Alcaraz vda. de Mariscal
- Alicia Montoya - Candelaria Méndez
- Alejandro Tommasi -  Nicolás Negrete
- Irán Castillo - Cristina Preciado Mariscal
- Aitor Iturrioz - Octavio Preciado Mariscal
- Nicky Mondellini - Patricia Cortés
- Julián Pastor - Agustín Preciado
- Andrés García Jr. - Joaquín Acuña
- Claudio Brook - Gabino Acuña
- Regina Torné - Miriam Muñoz de Acuña
- Mercedes Pascual - Leonarda "Narda" vda. de Negrete
- Alejandro Rábago - Álvaro Balcázar
- Héctor Sáez - Sebastián Corona
- Ana María Aguirre - Nora Burgos de Corona
- Mariana Seoane - Araceli
- Mariana Ávila - Mónica Bárcenas
- Rodolfo Arias - Julián Bárcenas
- Julio Bracho - Raúl
- Abraham Ramos - Jaime
- Fabiola Campomanes - Malena
- Álvaro Carcaño - Antonio Mercader
- Verónica Langer - Mercedes de la Canal
- Martha Navarro - Rosario de Bárcenas
- Teo Tapia - Honorio Bárcenas
- Fernando Torre Lapham - Dr. Montealbán
- Yoalli Bello - Petra
- Gabriela Murray - Enfermera María Ruán
- Dobrina Cristeva - Laurita
- Claudette Maillé - Ruth Vásquez
- Paulina de Labra - Selene
- Felipe Nájera - Amezcua
- Humberto Yáñez - Larios
- Dulce María - Elvira Preciado Mariscal (niña)
- Eleazar Gómez - Octavio (niño)
- Ana Cristina Oceguera - Cristina (niña)
- Carmen Madrid - Secretaria del Ministerio Público
- Jesús Ochoa - Licenciado del Ministerio Público
- Julio Monterde
- Mercedes Gironella
- Astrid Hadad
- Raquel Garza - Profesora de baile de la academia
- Rafael Mercadante

## Equipo de producción
- Historia original de: Jesús Calzada
- Edición literaria: Humberto Robles, Rosario Velicia
- Temas originales: Retrato y Vals
- Autores: Pepe Stephens, Annette Fradera
- Diseño de vestuario: Noemí Enríquez, Miguel Ángel Rodríguez
- Escenografía: Rocío Vélez
- Ambientación: Silvia Santillán
- Edición: Mónica Rodríguez
- Jefe de reparto: Jorge Salas
- Jefes de producción: Janeth Wehbe Trevizo, Fernanda Gutiérrez
- Gerente de producción: Juan Manuel Orozco
- Coordinador de producción: Humberto Robles
- Productora asociada: Maika Bernard
- Dirección de cámaras: Jesús Nájera Saro
- Dirección de escena: Francisco Franco
- Productora: Lucy Orozco

## Premios y nominaciones

### Premios TVyNovelas 1996
| Categoría                | Nominado(a)       | Resultado |
| ------------------------ | ----------------- | --------- |
| Mejor telenovela         | Lucy Orozco       | Nominada  |
| Mejor actriz protagónica | Helena Rojo       | Nominada  |
| Mejor villana            | Yolanda Andrade   | Nominada  |
| Mejor villano            | Alejandro Tommasi | Nominado  |
| Mejor actor de reparto   | Raúl Araiza       | Nominado  |

### Premios El Heraldo de México1996
| Año  | Categoría                  | Nominado(a)   | Resultado |
| ---- | -------------------------- | ------------- | --------- |
| 1996 | Mejor telenovela           | Lucy Orozco   | Nominada  |
| 1996 | Mejor actriz en televisión | Helena Rojo   | Nominada  |
| 1996 | Mejor actor en televisión  | Alfredo Adame | Nominado  |

## Versiones
- La productora Euro ficción TV, con la colaboración de Televisión española y con la participación de Televisa realizaron en el año 2001 una adaptación de esta telenovela en España titulada El secreto, producida por Carlos Orengo y Carlos Moreno Laguillo y protagonizada por Lola Forner, Eduardo Capetillo y Lorena Bernal.